# Mihály Károlyi

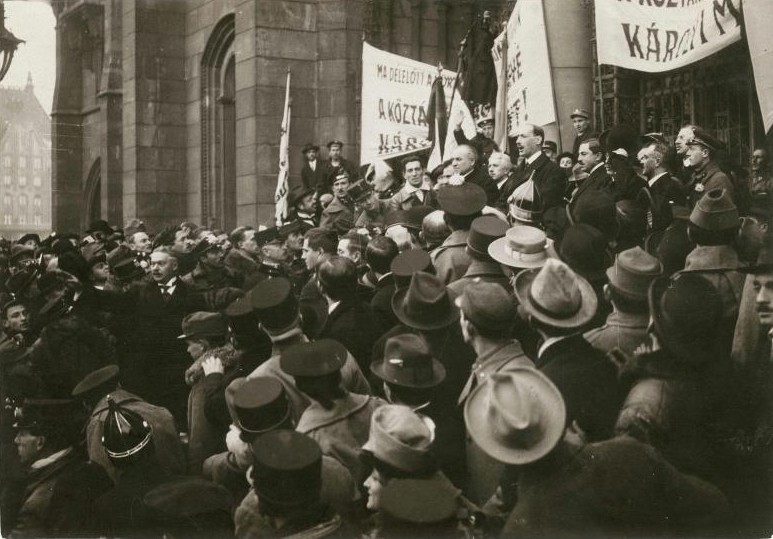
Mihály Károlyi proklamuje powstanie Węgierskiej Republiki Ludowej. Budapeszt, 16 listopada 1918

Okupacja przez Ententę terytorium Węgier po rozejmie w Belgradzie 13.XI.1918. Linia ciągła – linia okupacji serbsko-francuskiej i rumuńskiej ustalona w Belgradzie. Linia kropkowana – linia ultimatum Ententy z noty Vixa 20 marca 1919

Mihály Károlyi w 1925 roku

Mihály Ádám György Miklós Károlyi de Nagykároly (ur. 4 marca 1875 w Fót, zm. 19 marca 1955 w Vence) – węgierski polityk i dyplomata, premier i prezydent Węgier w latach 1918–1919.

## Życiorys
Urodził się w bogatej, katolickiej i arystokratycznej rodzinie, która od XVII wieku odgrywała istotną rolę w węgierskim społeczeństwie. W latach 1905–1906 po raz pierwszy zasiadał w Parlamencie. Między 1909 a 1912 przewodniczył OMGE (Narodowemu Towarzystwu Rolniczemu) – głównej organizacji szlacheckich posiadaczy ziemskich. Początkowo był zwolennikiem ówcześnie panującego w państwie porządku społeczno-politycznego, jednak z upływem lat stawał się coraz bardziej do niego krytycznie nastawiony.
Od 1910 zasiadał ponownie w Parlamencie jako członek Partii Niepodległości. W 1913 został jej przewodniczącym. W 1916 porzucił swoją dotychczasową partię i założył Zjednoczoną Partię Niepodległości 1848 zwaną potocznie Partią Károlyiego.
Początkowo prezentował konserwatywne poglądy polityczne, jednak wraz z upływem czasu stał się bardzo liberalny. Między innymi ten fakt stał się przyczyną rozłamu w Partii Niepodległości. Károlyi był zwolennikiem równouprawnienia narodów żyjących w cesarsko-królewskiej monarchii, opowiadał się także za reformą rolną, upowszechnieniem prawa wyborczego i zerwaniem z proniemiecką polityką Austro-Węgier. Był przeciwnikiem agresywnej polityki Istvána Tiszy, premiera Węgier w latach 1913–1917. Po wybuchu I wojny światowej bardzo szybko stał się jej krytykiem i opowiadał się za pokojem z państwami Ententy.
Jesienią 1918 roku stało się jasne, że Państwa Centralne przegrywają I wojnę światową. Cesarz Karol, chcąc ratować sytuację, oświadczył w październiku (manifest „Do moich ludów”), że Austria stanie się państwem związkowym, w którym każdy naród stworzy swoje państwo składowe.
24 października trzy partie węgierskie: lewicowo-liberalna Partia Niepodległości-48 (pod kierownictwem Mihálya Károlyiego), Obywatelska Partia Radykalna (Oszkár Jászi) i Socjaldemokratyczna Partia Węgier (Zsigmond Kunfi) powołały w Budapeszcie Węgierską Radę Narodową z Mihályem Károlyim jako przewodniczącym i kandydatem na premiera. Cesarz w celu uspokojenia sytuacji powołał gen. arcyksięcia Józefa Augusta na głównodowodzącego węgierskiej armii i swojego regenta na Węgrzech. Ks. Józef zamierzał powołać na stanowisko premiera Jánosa Hadika. Aby go od tego odwieść, 28 października stronnicy Károlyiego w liczbie ok. 1000 osób pomaszerowali w stronę Zamku budańskiego, gdzie rezydował regent. Drogę zastąpiła im na Moście Łańcuchowym policja konna, która szarżowała w tłumie i płazowała protestujących szablami, a ostatecznie żandarmi stojący na końcu mostu oddali salwę. Zginęło 5 osób, ponad 50 zostało rannych.
Wydarzenia te zyskały miano „bitwy na Moście Łańcuchowym” (Lánchídi csata) – choć sensu stricto bitwą nie były, ale były brzemienne w skutki. Następnego dnia do Węgierskiej Rady Narodowej przyłączyła się policja, a 30 października powstała Rada Wojskowa, której oddziały zajęły ważniejsze punkty stolicy oraz uwolnili więźniów politycznych z więzienia w Józsefváros. Zaczęła się rewolucja, która przyjęła nazwę „rewolucji astrów” (Őszirózsás forradalom) – od astrów wpinanych w czapki żołnierzy.
31 października regent Józef wycofał kandydaturę J. Hadika i mianował premierem Károlyiego, który stworzył tzw. rząd ludowy z trzech partii wchodzących w skład Rady Narodowej. Tego samego dnia żołnierze zabili byłego premiera Istvána Tiszę, obwinianego za wybuch wojny największego przeciwnika politycznego nowo mianowanego premiera, we własnym domu w Budapeszcie. Károlyi zarządził śledztwo, potem kontynuowane przez Horthyego – ale nie przyniosło ono rezultatów. Rewolucja astrów zakończyła się – w zasadzie bezkrwawo: jej jedynymi ofiarami śmiertelnymi były owe pięć osób zabitych podczas „bitwy na Moście Łańcuchowym” oraz były premier Tisza.
13 listopada 1918 Karol, formalnie nie abdykując z korony Węgier, zwolnił swych węgierskich poddanych z przysięgi, zgadzając się na republikański charakter państwa. 16 listopada 1918 zdominowana przez Socjaldemokratyczną Partia Węgier Węgierska Rada Narodowa proklamowała powstanie Węgierskiej Republiki Ludowej, ogłaszając Károlyiego jej prezydentem, funkcję łączył z urzędem premiera.
W tym czasie na Węgrzech powszechne było przekonanie, że krytycznie nastawiony do wojny i mający dobre stosunki z państwami Ententy Károlyi zdoła uzyskać korzystne warunki pokoju. Jednym z pierwszych posunięć Karolyiego była pełna demobilizacja pułków honvedów ze składu armii Austro-Węgier, co pozostawiło Węgry w praktyce bezbronne wobec roszczeń terytorialnych uzbrojonych sąsiadów.
3 listopada 1918 Austro-Węgry zawarły z państwami Ententy rozejm w Villa Giusti, zaś 13 listopada 1918 w Belgradzie samodzielnie zrobiły to Węgry, których rozmówcą ze strony alianckiej był francuski marszałek Louis Franchet d’Espérey. Rozejm ten był dla Węgier niekorzystny, choć wyeliminowano z niego postanowienia rozejmu z Villa Giusti, które umożliwiały aneksję węgierskiego terytorium. Szybko okazało się, że eliminacja tych postanowień nie uratuje integralności terytorialnej państwa.
Zimą 1918–1919 Rumunia i Czechosłowacja zaczęły łamać rozejm w celu zagarnięcia części węgierskiego terytorium. Trudna sytuacja na granicach połączona była z trudną sytuacją wewnętrzną. Rząd Károlyiego i jego następcy, od stycznia 1919 roku, Dénesa Berinkeya musiały stawić czoła kryzysowi ekonomicznemu i rosnącemu zagrożeniu komunistycznemu. 20 lutego 1919 wybuchły walki pomiędzy rządem a komunistami Béli Kuna, przywódcy komunistyczni zostali aresztowani.
Zaniepokojeni walkami na Węgrzech alianci podjęli decyzję o okupacji znacznych obszarów państwa. Wyznaczająca nową, niekorzystną linię demarkacyjną, nota Vyx’a z 20 marca 1919 spowodowała zbliżenie między komunistami a socjaldemokratycznymi koalicjantami partii Károlyiego, którzy desperacko chcieli uratować państwo przed rozbiorem. W efekcie premierem został socjalista Sándor Garbai, ministrem spraw zagranicznych, wypuszczony z więzienia, Béla Kun, zaś Károlyi zrezygnował i w lipcu 1919 wyemigrował. Początkowo przebywał w Austrii, Czechosłowacji i Jugosławii. Od 1924 mieszkał w Londynie i Paryżu.
W kraju pozbawiono go majątku i oskarżono o zdradę stanu w 1923. Powrócił dopiero w 1946, a w latach 1947–1949 był ambasadorem komunistycznych Węgier w Paryżu.
W proteście przeciwko pokazowemu procesowi i skazaniu László Rajka zrezygnował z funkcji i pozostał, aż do śmierci, we Francji.